# Het verloren verleden
Het verloren verleden is een stripverhaal uit de reeks van Suske en Wiske. Het is geschreven door Peter Van Gucht en getekend door Luc Morjaeu. Het stripverhaal maakt deel uit van een reeks van zes bijzondere albums ter gelegenheid van de zeventigste verjaardag van de Suske en Wiske-hoofdreeks en werd uitgebracht op 2 december 2015.

## Personages
In dit verhaal spelen de volgende personages mee:
- Suske, Wiske, Lambik, Jerom, professor Barabas, Snoeffel en Gaffel, senator Heirmanus

## Locaties
Dit verhaal speelt zich af op de volgende locaties:
- het labo van professor Barabas, het oude Rome

## Uitvindingen
In dit verhaal speelt de volgende uitvinding een rol:
- Brain Reader Original Locker, afgekort als B.R.O.L.

## Verhaal
Professor Barabas vindt samen met Suske de Brain Reader Original Locker oftewel B.R.O.L. uit. Wanneer Lambik geen proefkonijn mag zijn van Barabas breekt hij 's nachts in en sluit zich aan op het internet, waardoor hij de hele tijd wijze dingen zegt. Daardoor komen Snoeffel en Gaffel de B.R.O.L op het spoor. Zij stelen met de B.R.O.L het brein van Barabas. Wanneer ze in het labo komen flitst Wiske hen naar het oude Rome waar senator Heirmanus de wijsheid van de USB-stick wil waar het brein van Barabas opstaat. Suske, Wiske en Lambik gaan naar het oude Rome om de USB-stick terug te vinden. De Senator heeft de tovenaar Houdinus gevraagd om de wijsheid uit de USB-stick te halen, wat hem lukt met behulp van de Vuurstenen Van Cacus. Maar Suske had net op tijd de USB-stick met het brein van Lambik in de plaats gelegd. Houdinus wil Suske hiervoor doden maar hij wordt op het nippertje door Snoeffel en Gaffel gered.
Snoeffel en Gaffel willen zelf de wijsheid van Barabas maar Suske verwijdert hun verstand en laadt het brein van Barabas bij zichzelf op omdat de teletijdarmband stuk is. Als ze thuis zijn krijgt Barabas zijn brein terug en Snoeffel en Gaffel krijgen een kopie van het brein van Sidonia waardoor ze Lambik achterna zitten. Lambik vroeg Jerom om hulp, maar die speelt al heel het verhaal het spelletje Candy Crash op zijn tabletcomputer.

## Interactie met de lezers
Als afsluiting van het feestjaar konden de lezers zelf mee het verloop van het verhaal bepalen. Ze konden onder andere bepalen waar de afkorting B.R.O.L. voor stond, op wie de professor de uitvinding zou testen, waarom Jerom niet meedeed, naar welke periode ze in de tijd zouden geflitst worden en ten slotte welk personage er op het einde van het verhaal de bekende knipoog zou geven.